# جانوس فيرست
جانوس فيرست (بالمجرية: Fürst János)‏ هو أستاذ جامعي وملحن مجري، ولد في 8 أغسطس 1935 في بودابست في المجر، وتوفي في 3 يناير 2007 في باريس في فرنسا بسبب سرطان.

## وصلات خارجية
- جانوس فيرست على موقع ميوزك برينز (الإنجليزية)
- جانوس فيرست على موقع أول ميوزيك (الإنجليزية)
- جانوس فيرست على موقع ديسكوغز (الإنجليزية)